# Moixera vera
La moixera vera o pomera borda (Mallorca) (Sorbus aria; sinònim: Aria nivea), és un arbre caducifoli del gènere sorbus com altres arbres anomenats també moixera.

## Descripció

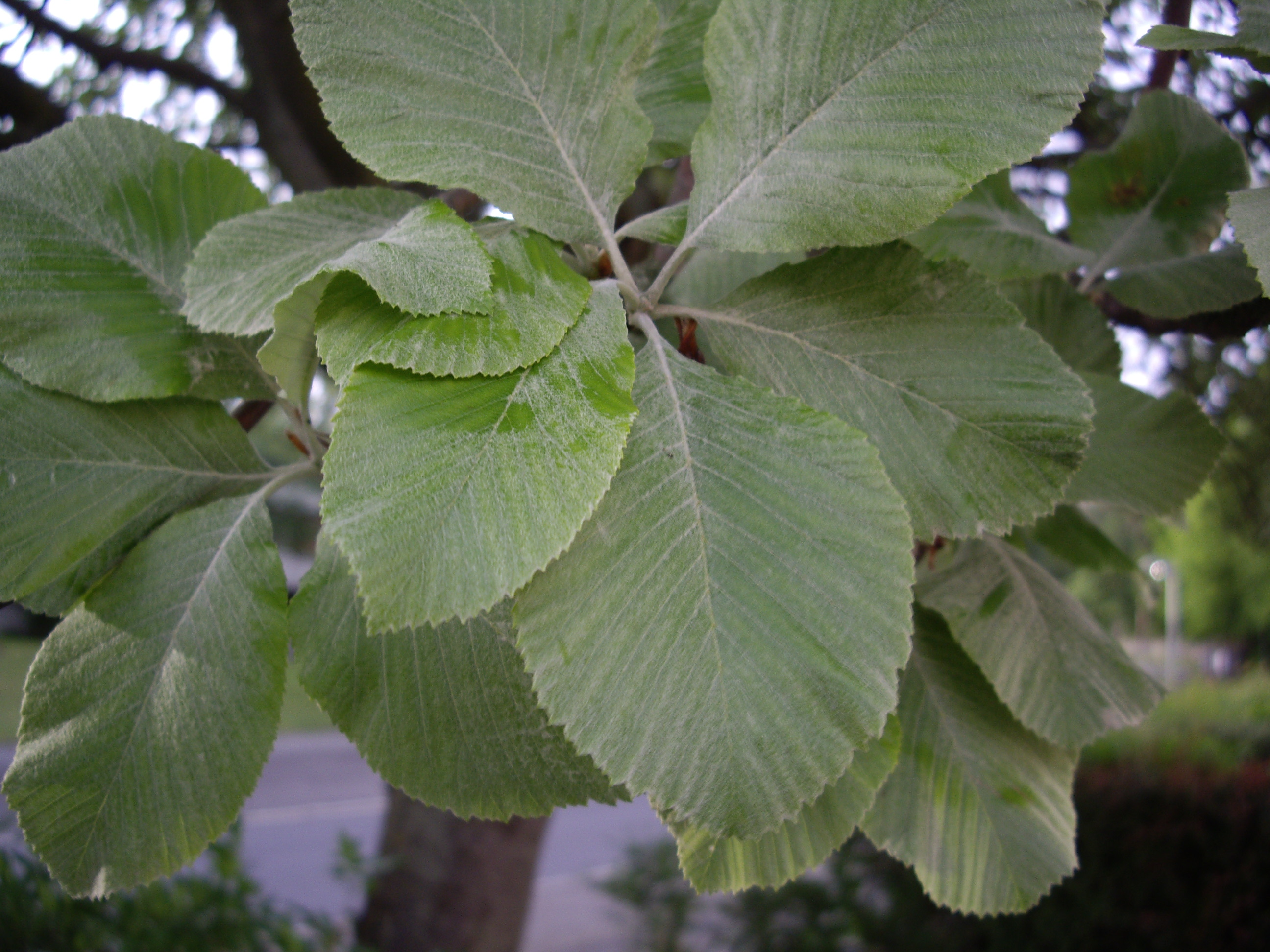
Fulles

Arriba a fer de 6 a 15 m d'alt, amb les fulles fan de 5 a 12 cm ovades o el·líptiques, serrades irregularment. Les fulles adultes són tomentoses i blanquinoses al revers.
Les flors són blanques, de 10 a 15 mm de diàmetre, amb 5 pètals i reunides en corimbes. Floreix de maig a juny.
Els fruits fan de 8 a 15 mm i són vermells i amb 2 llavors, que els ocells aprecien.

## Distribució
A Catalunya, es troba sobretot al pis montà generalment entre 700 i 1.800 m d'altitud. Al País Valencià només apareix dels Ports de Morella a l'Alcalatén i en petites superfícies de l'Alt Vinalopó, la serra del Benicadell, L'Alcoià i la Serra d'Aitana (1.000 a 1.600 m d'alt.). A Mallorca a la Serra de Tramuntana (800 a 1.400 m d'alt), on és un vestigi dels boscs caducifolis que ocuparen l'illa en èpoques passades.
A Europa arriba a Gran Bretanya, Irlanda i centre-Europa aproximadament limitada al sud del paral·lel 50° N.
Al Magrib en àrees del Marroc i Algèria.